# ЛДИ-3-1М
ЛДИ-3-1М — советский портативный лазерный дальномер-бинокль, созданный для измерения расстояний до различных наземных, воздушных и морских целей как при хорошей видимости, так и в сложных погодных условиях (во время тумана, снегопада, дождя и т.п.). Разработка прибора проходила в 1980-х годах в НИИ «Полюс» под руководством А. Г. Ершова на основе базовой модели лазерного дальномера ЛДИ-3, которая была принята на вооружение ВМФ СССР после государственных испытаний, проведённых в 1982 году в сравнении с прибором 1Д13 Казанского оптико-механического завода.

## Техническая спецификация
Прибор ЛДИ-3-1М обладает высокими эксплуатационными качествами при минимальных массогабаритных параметрах.
| Характеристики                    | Значения        |
| --------------------------------- | --------------- |
| Масса прибора                     | не более 1,3 кг |
| Длина волны                       | 1,079 мкм       |
| Максимальная измеряемая дальность | 20 км           |
| Погрешность измерения дальности   | не более 5 м    |
| Частота измерения дальности       | 0,25 Гц         |
| Увеличение                        | ×7              |
| Угол поля зрения                  | 5,5°            |
| Напряжение питания                | 12 В            |
| Диапазон рабочих температур       | -40 — +50°С     |